# Чоловіча збірна України з волейболу сидячи
Чоловіча збірна України з волейболу сидячи — чоловіча волейбольна збірна, яка представляє Україну на міжнародних змаганнях з волейболу серед людей з вадами опорно-рухового апарату.

## Результати

### Чемпіонати світу
| Рік  | Місце      | Позиція |
| ---- | ---------- | ------- |
| 2018 | Нідерланди | 4       |

## Поточний склад
Склад збірної України на матчах Чемпіонату світу з волейболу сидячи 2018 у Нідерландах:
| № | Гравець                        | Секція                |
|   | Андрусенко Анатолій Петрович   | Київська обл.         |
|   | Битченко Денис Михайлович      | Київська обл.         |
|   | Горякін Руслан Анатолійович    | Київська обл.         |
|   | Драпак Олександр Олександрович | Полтавська обл.       |
|   | Мельник Дмитро Миколайович     | Дніпропетровська обл. |
|   | Петренчук Максим Ігорович      | Харківська обл.       |
|   | Приймаков Марк Олегович        | Донецька обл.         |
|   | Прищепа Андрій Миколайович     | Київська обл.         |
|   | Харламов Олексій Володимирович | Дніпропетровська обл. |
|   | Остринський Петро Петрович     | Київська обл.         |
|   | Шевченко Сергій Валентинович   | Київська обл.         |